# 小山哲
小山 哲（こやま さとし、1961年2月 - ）は、日本の歴史学者である。京都大学大学院文学研究科歴史文化学専攻教授。専門はヨーロッパ近世史、特にポーランド史、東中欧史。文学修士（京都大学）。

## 略年譜
- 東京都立三田高等学校卒業[2]
- 1983年 京都大学文学部史学科卒業
- 1989年
  - 京都大学大学院文学研究科博士課程単位取得退学
  - 京都大学文学部助手
- 1990年 島根大学法文学部講師
- 1991年 島根大学法文学部助教授
- 1993年 ワルシャワ大学新言語学部講師
- 1995年 京都大学人文科学研究所助教授
- 2001年 京都大学大学院文学研究科助教授
- 2006年 京都大学大学院文学研究科教授

「ポーランドのほうから見て、ウクライナと呼ばれる地域の歴史がどう見えるか」という視角からの論考が多い。

## 著書

### 単著
- 小山哲『ワルシャワ連盟協約〈1573年〉= Konfederacja warszawska r.1573』東洋書店〈ポーランド史史料叢書 2〉、2013年。ISBN 978-4-86459-163-8

### 共著
- （藤原辰史）『中学生から知りたいウクライナのこと』ミシマ社、2022年6月。ISBN 978-4-909394-71-2
- （岡真理・藤原辰史）『中学生から知りたいパレスチナのこと』ミシマ社、2024年。ISBN 978-4-911226-06-3

### 共編著
- 服部良久・南川高志・金澤周作共編『人文学への接近法：西洋史を学ぶ』京都大学学術出版会、2010年。ISBN 978-4-87698-948-5
- 上垣豊・山田史郎・杉本淑彦編著『大学で学ぶ西洋史〈近現代〉』ミネルヴァ書房、2011年。ISBN 978-4-623-05938-6

### 主要論文
- 「16・17世紀ポーランドの貴族と平民の結婚」前川和也編『家族・世帯・家門：工業化以前の世界から』（ミネルヴァ書房、1993年）、201-224ページ。
- 「16世紀ポーランドのふたつの戦争論」『人文学報』（京都大学）78号、1996年、1-26ページ。
- 「近世ポーランドの社会成層観」前川和也編著『ステイタスと職業：社会はどのように編成されていたか』（ミネルヴァ書房、1997年）、79-109ページ。
- 「消滅した国家ポーランド」『岩波講座世界歴史・17巻　環大西洋革命：18世紀後半-1830年代』（岩波書店、1998年）、75-101ページ。
- 「サルマチア：ヨーロッパにおけるポーランドのトポス」『洛北史学』2号、2000年、16-39ページ。
- 「ヘンリク・ヴァレジィ体験：ヤギェウォ王朝断絶前後のポーランド＝フランス関係」中山昭吉・松川克彦編『ヨーロッパ史研究の新地平：ポーランドからのまなざし』（昭和堂、2000年）、26-56ページ。
- 「われらもまたインドに至らん：近世ポーランドにおける「新世界」認識とウクライナ植民論」『人文学報』85号、2001年6月、1-25ページ。
- 「貴族が王を選ぶ国：近世ポーランドの国王選挙」『歴史と地理』（山川出版社）549号（世界史の研究、189号）、2001年11月、1-12ページ。
- 「恋文と新聞のあいだ：近世ポーランド王権とニュース・メディア」前川和也編著『コミュニケーションの社会史』（ミネルヴァ書房、2001年）、221-250ページ。
- 「よみがえるヤギェウォ朝の記憶：ヨーロッパ統合と東中欧史の構築」谷川稔編『歴史としてのヨーロッパ・アイデンティティ』（山川出版社、2003年）、172-196ページ。
- 「人文主義と共和政：ポーランドから考える」小倉欣一編『近世ヨーロッパの東と西：共和政の理念と現実』（山川出版社、2004年）、18-44ページ。
- 「シュラフタ文化論序説：近世ポーランド貴族の世界」『歴史と地理』601号（世界史の研究、210号）2007年2月、1-14ページ。
- 「近世ヨーロッパのフロンティアとしてのウクライナ：ギョーム・ル・ヴァスール・ド・ポープランの地図と地誌をめぐって」藤井讓治・杉山正明・金田章裕編『大地の肖像：絵図・地図が語る世界』（京都大学学術出版会、2007年）、141-161ページ。
- 「「貴族の共和国」像の変容：近世ポーランド・リトアニア共和国をめぐる最近の研究動向から」『東欧史研究』30号、2008年、20-36ページ。
- 「近世ヨーロッパの複合国家：ポーランド・リトアニアから考える」近藤和彦編『ヨーロッパ史講義』（山川出版社、2015年）、74-89ページ。
- 「ポーランドからみた「ウクライナ侵攻」：ふたつの「民族」、ふたつの「難民」」『世界』2023年3月号、119-126ページ。

### 分担執筆
- （伊東孝之・井内敏夫・中井和夫編）『ポーランド・ウクライナ・バルト史』山川出版社〈新版世界各国史20〉、1998年。ISBN　978-4-634-41500-3
- （阪上孝編）『変異するダーウィニズム：進化論と社会』京都大学学術出版会、2003年。ISBN　978-4-87698-621-7
- （紀平英作編）『ヨーロッパ統合の理念と軌跡』京都大学学術出版会、2004年。ISBN　978-4-87698-626-2
- （紀平英作編）『グローバル化時代の人文学：対話と寛容の知を求めて（上巻）連鎖する地域と文化』京都大学学術出版会、2007年。ISBN　978-4-87698-709-2
- （南川高志編）『知と学びのヨーロッパ史：人文学・人文主義の歴史的展開』ミネルヴァ書房、2007年。ISBN 978-4-623-04847-2